# 利波瓦多利納
50°33′42″N 33°47′7″E / 50.56167°N 33.78528°E
利波瓦多利納（羅馬化：Lypova Dolyna；亦按俄語译为利波瓦亚多利纳）是烏克蘭東北部蘇梅州羅姆內區利波瓦多利纳市镇内的市級鎮及其行政中心。曾是原利波瓦多利納區的区府。處於霍羅爾河發源地，2014年人口5,252。

## 備註
1. ↑  俄语：，羅馬化：Lipovaya Dolina